# Volkswagen Transporter
Pour les articles homonymes, voir Le Transporteur (homonymie) et Transport (homonymie).
Le Volkswagen Transporter est un véhicule utilitaire léger de la marque allemande Volkswagen. Depuis sa sortie en avril 1950, six générations se sont succédé. La sixième génération a été présentée par le constructeur en avril 2015. Sa commercialisation a commencé en septembre 2015.

## T1 – Transporter 1 - Type 2 (1950–1967)

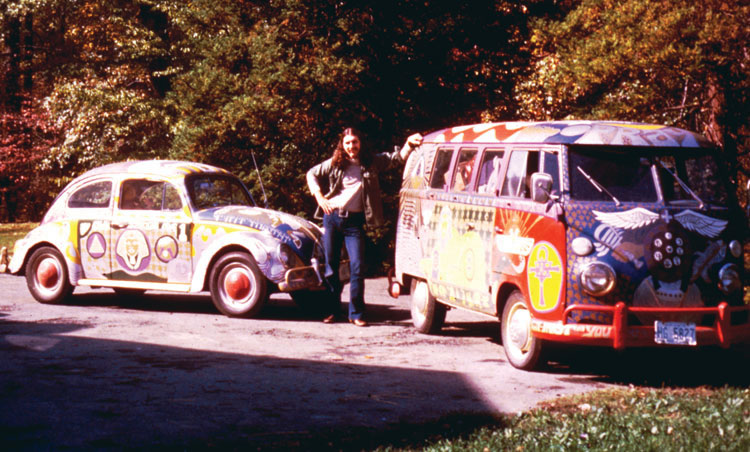
Volkswagen Coccinelle et Volkswagen Transporter en route pour le festival de musique de Woodstock en 1969.

## T3 – Transporter 3 - Type 25 (1979–1990)
Le Volkswagen Transporter T3 est produit par Volkswagen de 1979 à 1992. Il est, comme ses prédécesseurs et ses successeurs, décliné en de nombreuses versions allant du plateau au camping-car en passant par des versions tôlées, vitrées, etc.

## T4 – Transporter 4 (1990–2003)
La désignation du modèle interne VW du modèle T4 sont: Type 70 - 01/1990 → 12/1995 et puis Type 7D - 01/1996 → 04/2003
Avec l'introduction de la T4, une refonte complète a mis fin à 34 ans de moteur arrière et de propulsion de l'usine Volkswagen de Hanovre.
Le T4 est le premier modèle de VW Transporter étant disponible dans deux longueurs et empattements différents: 2920 mm et 3320 mm et trois catégories de charge utile, avec 800 kg, 1.000 kg et 1.200 kg ainsi qu'un nouvel essieu à double barre transversale à l’avant et essieu arrière à barre oblique. Le nouveau concept d’entraînement avec le moteur transversal à l'avant entraînant les roues avant avait l'avantage particulier de dégager une zone continue de chargement à l'arrière.
Il est disponible au choix avec la deuxième porte coulissante ou la porte à battants. 
En 1994, 500 000 exemplaires du T4 sont produits à Hanovre et en 1997, 8 000 000 Transporter ont été produits (tout modèle confondu). 

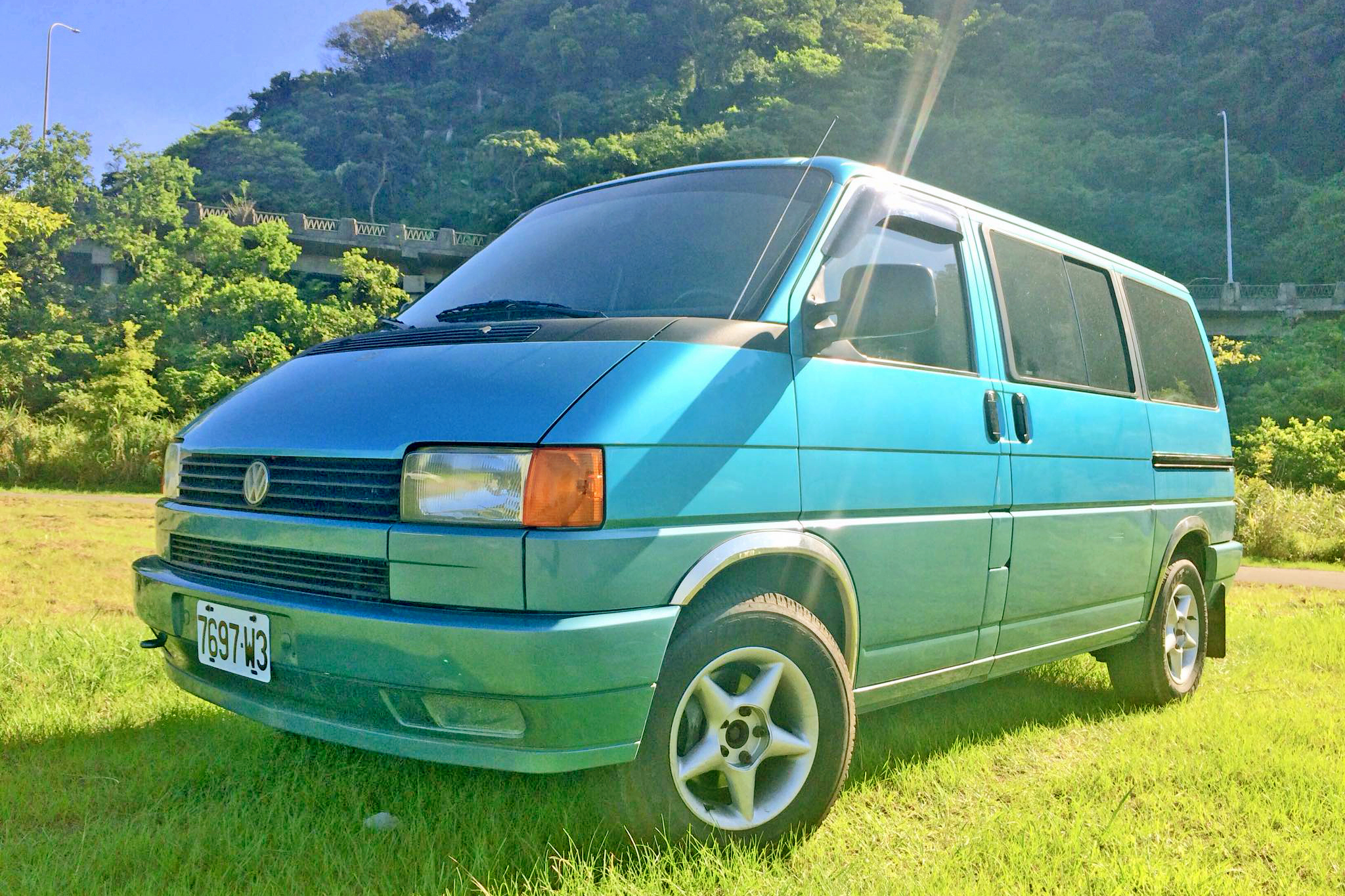
Volkswagen T4 Made in Taiwan Version

## T5 – Transporter 5 (2003–2015)
Ensuite, le Transporter T5 est sorti en juin 2003, reprenant la base du T4 mais dont le style a été revu et modernisé. Il a été restylé en 2005/2009 et existe en plusieurs versions : 
- Transporter Fourgon
- Transporter Pick-up
- Transporter Châssis
- Transporter Combi

Le Châssis peut être composé de deux ou quatre portes.

## T6 - Transporter 6 (2015-)
Le Volkswagen Transporter T6 a été lancé en septembre 2015 au Salon de Francfort 2015 et s'inspire du T5,,,.
Il se décline dans une série spéciale en rouge et blanc tout comme le premier Transporter, le Combi de 1950.
Au Salon de Francfort 2015, Volkswagen dévoile en première mondiale son concept Multivan PanAmericana.

### Phase 2
En avril 2019, Volkswagen dévoile la version restylée du Transporter après le Multivan. Appelé Transporter 6.1, il intègre les dernières aides à la conduite.

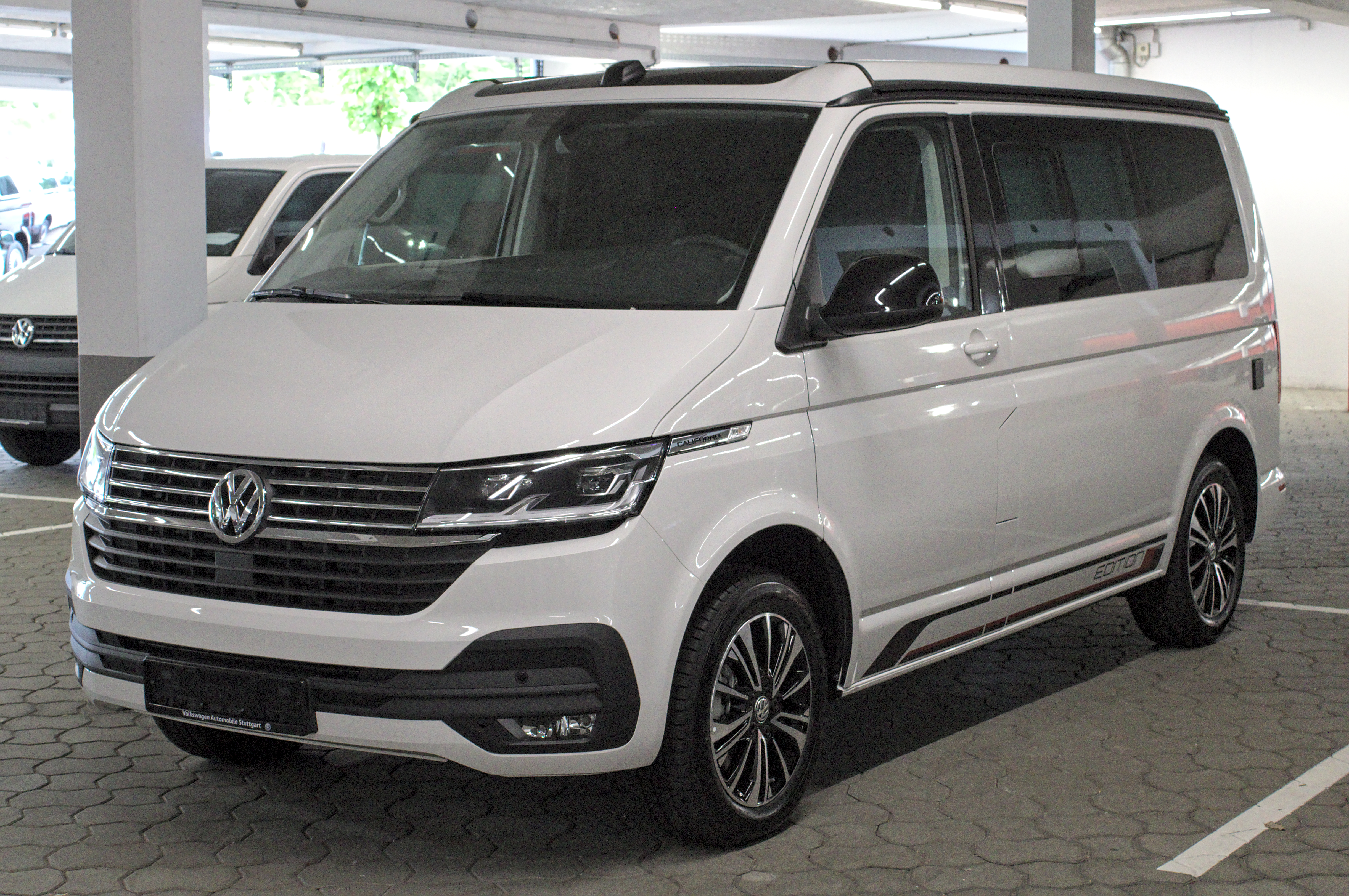
Volkswagen T6.1

### Finitions

#### Transporter Van
Le Transporter Van est disponible avec 6 niveaux de finition:
- Business
- Business Plus
- Van Edition
- ProCab Business
- ProCab Business Plus
- ProCab Edition

#### Transporter Combi
Le Transporter Combi est disponible avec un unique niveau de finition:
- Business

#### Caravelle
Le Caravelle est disponible avec un unique niveau de finition:
- Confortline

### Concept

#### Volkswagen Tristar
Le Volkswagen Tristar est un concept car de pick-up présenté au Salon de Hanovre fin 2014, qui préfigure le Transporter T6 et dont ce nouveau véhicule utilitaire reprend la face avant.

## T7 - Transporter T7 (2024-)
En août 2024, Volkswagen dévoile le Transporter T7 et sa variante civile Caravelle. Contrairement au Multivan T7 basé sur la plate-forme modulaire MQB, le Transporter T7 est basé sur son cousin le Ford Transit Custom.

### Multivan (2021-)

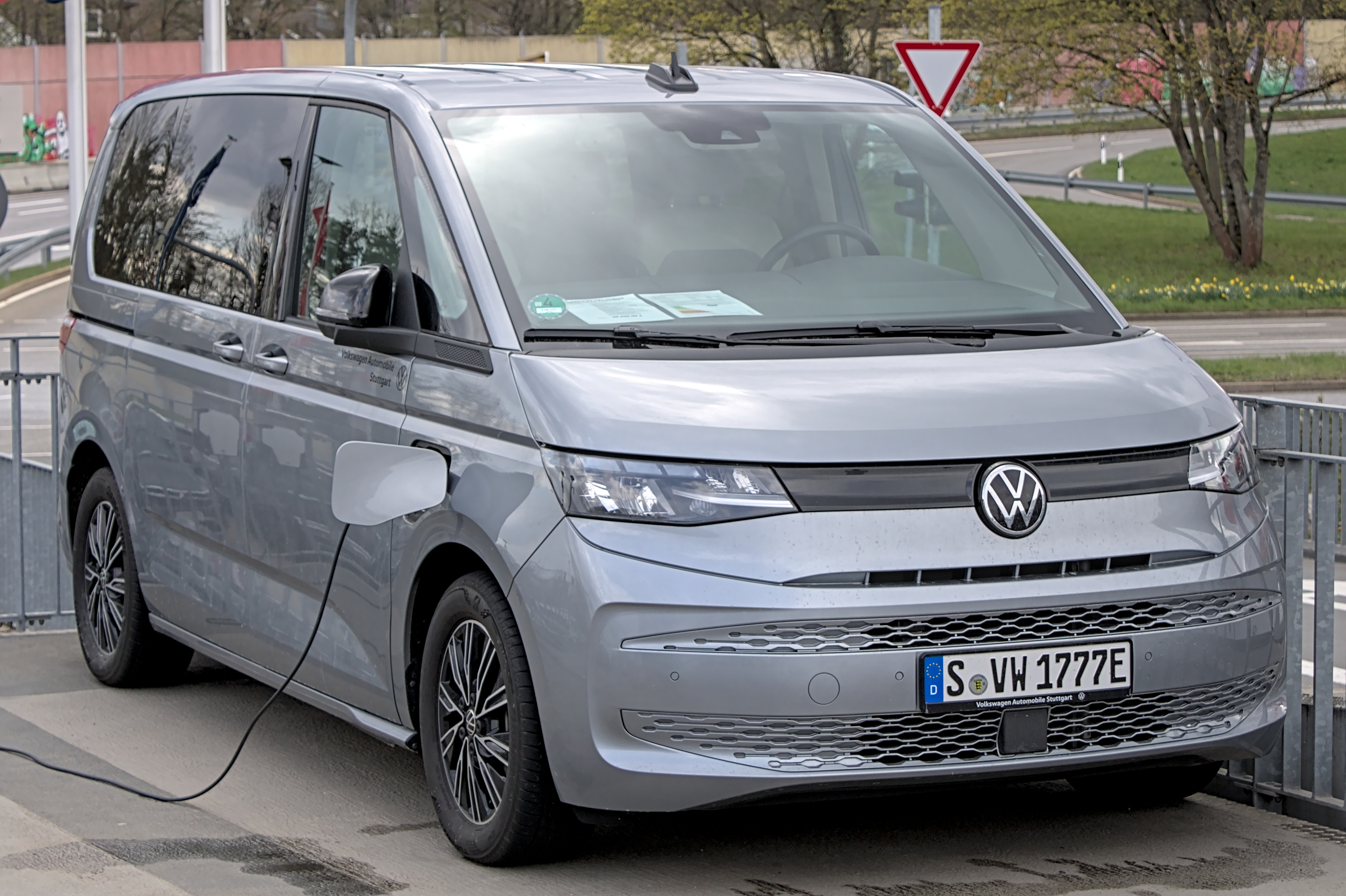
Volkswagen Multivan T7

Le Multivan est dévoilé en juin 2021.
Son positionnement est particulier, puisqu'il ne remplace pas le T6.1, qui restera produit jusqu'en 2025 environ, il n'a pas l'appellation officielle T7. Il n'existera pas non plus en version utilitaire Transporter. Le rôle du Multivan au sein de la gamme est de prendre la suite du grand monospace Sharan. Il est d'ailleurs construit sur la plate-forme modulaire MQB, conçue pour les véhicules de tourisme et non pas pour des utilitaires.

## Volkswagen California

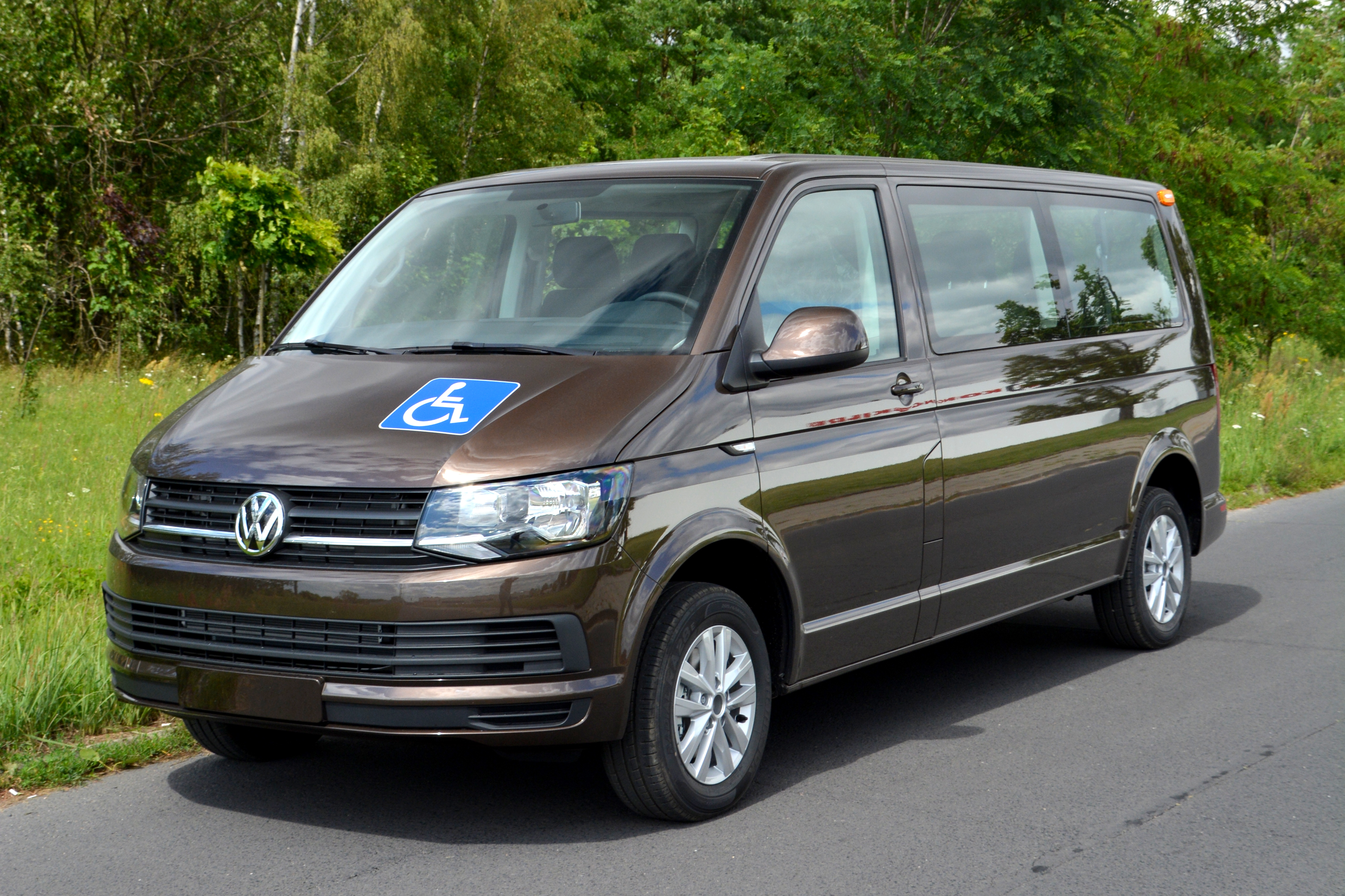
Volkswagen California T6

Le camping-car Volkswagen California est une version du Volkswagen Transporter sortie aux États-Unis.
Produit en Allemagne depuis la fin des années 80 sur la base du T3 puis très vite du T4, il succède au célèbre “Combi aménagé“ cher aux Hippies des années 60/70. Il est distribué pratiquement partout en Europe depuis cette date (si on excepte les pays dits de l'Est, jusqu'à l'ouverture du Rideau de Fer après 1989).

## Concepts

### Volkswagen Microbus
Le Volkswagen Microbus a été dévoilé en 2001. Il s'agit du premier concept évoquant la première génération du Transporter ou Combi. Il a été dessiné par l'atelier de design Volkswagen en Amérique du Nord.  

### Volkswagen Bulli
Le concept car Bulli exposé en 2011 allait préfigurer la nouvelle génération du Volkswagen Combi basée sur l'ancêtre de 1950 qui serait lancée cette fois en 2019. Annulé, son aspect est réutilisé comme série spéciale sur le Transporter T6 de 2015 pour fêter les 65 ans du Combi originel.

## Récompenses
- Utilitaire de l'année 2016

### Sécurité en 2021
En 2021, le Volkswagen Transporter fait l'objet d'une évaluation par Euro Ncap qui lui attribue le label "gold" pour son score de 65% pour ses équipements sécurité en partie optionnels. Ces fonctions de sécurité n'atteignent pas celle des voitures, mais le Transporter offre de bonnes fonctions de sécurité, et établit un niveau de référence pour d'autres véhicules utilitaires. Le véhicule peut notamment de fonctions d'assistance à la voie comme l'alerte de franchissement involontaire de ligne (LDW), l'aide au maintien dans la file de circulation (LKA) ou l'emergency lane keeping (ELK).